# Stanisław Banasiuk
Stanisław Banasiuk (ur. 27 marca 1952 w Krzymoszycach) – polski aktor teatralny, filmowy i telewizyjny, także recytator. Absolwent PWST w Warszawie (1975). Znany z licznych ról teatralnych oraz serialowych.

## Teatr
W roku 1975 został zatrudniony na stanowisku aktora w Teatrze Polskim we Wrocławiu i tam zadebiutował 6 stycznia 1976 roku. Miejsce pracy zmienił w roku 1979, przechodząc do Wrocławskiego Teatru Współczesnego im. Edmunda Wiercińskiego, gdzie pracował do 1983 roku. Następnie przeniósł się do stolicy, tam z kolei, w latach 1983–1989, był aktorem Teatru Narodowego. Współpracował też z teatrami: POSK w Londynie (1989, 1991) oraz warszawskimi – Północnym (1993), Adekwatnym (1994, 1998, 2002, 2003), Komedia (1996–1998) oraz Atlantis (2004–2006).

### Spektakle teatralne
- 1976: Wyszedł z domu jako Grabarz młody (reż. Piotr Paradowski)
- 1976: Cud mniemany, czyli Krakowiacy i Górale jako Bardos (reż. Tadeusz Kozłowski)
- 1976: Wielki człowiek do małych interesów jako Antoni (reż. Maria Straszewska)
- 1977: Żołnierz królowej Madagaskaru jako Mącki junior (reż. Jerzy Grzegorzewski)
- 1977: Alicja w Krainie Czarów jako Wieża Biała (reż. P. Paradowski)
- 1977: Tragiczna historia Hamleta jako ambasador angielski (reż. P. Paradowski)
- 1978: Pastorałka (reż. Leszek Czarnota)
- 1980: Biesy jako narrator (reż. Józef Gruda)
- 1981: Wieczór Trzech Króli jako Orsino (reż. Kazimierz Braun)
- 1982: Dziady jako Żegota (reż. K. Braun)
- 1983: Cud mniemany, czyli Krakowiacy i Górale jako Bardos, Góral, Miechodmuch (reż. Jerzy Krasowski)
- 1984: Jak wam się podoba jako Le Beau (reż. Krystyna Skuszanka)
- 1984: Zemsta jako czeladź Cześnika (reż. J. Krasowski)
- 1984: Żółta szlafmyca jako Fircyk (reż. Ewa Bonacka)
- 1986: Tramwaj zwany pożądaniem jako doktor (reż. Waldemar Matuszewski)
- 1987: Poskromienie złośnicy jako krawiec (reż. Maciej Zenon Bordowicz)
- 1987: Dziady jako diabeł I; lokaj I (reż. K. Skuszanka)
- 1988: Pastorałka jako Archanioł Michał (reż. Barbara Fijewska)
- 1989: Wizyta starszej pani jako pierwszy obywatel miasta (reż. Wacław Jankowski)
- 1993: Pan Twardowski jako Fagoss (reż. Krzysztof Jasiński)
- 1994: Tristan i Izolda jako król Marek (reż. Józef Zbiróg)
- 1996: Pierścień i róża jako król (reż. Jerzy Gruza)
- 1997: Cyrano de Bergerac jako Rajtar (reż. Andrzej Rozhin)
- 1998: Rozmowy z katem jako Schielke (reż. Magda Teresa Wójcik)
- 1998: Król Maciuś Pierwszy jako minister sprawiedliwości (reż. Cezary Domagała)
- 2002: Odprawa posłów greckich jako Antenor
- 2003: Proces jako nadzorca I (reż. Henryk Boukołowski)
- 2004: Fircyk w zalotach jako Aryst (reż. Jacek Pacocha)
- 2017: Nikt nie jest doskonały  jako GUS (reż. Piotr Dąbrowski)

#### Teatr Telewizji
- 1975: Epidemia zbrodni cz. II i III jako Plim (reż. Jan Bratkowski)
- 1977: Lita & Compagnie jako Gustaw (reż. Grzegorz Mrówczyński)
- 1981: Śmierć Tarełkina jako Wanieczka (reż. Wiesław Wodecki)
- 1987: Sylwia (reż. Ryszard Ber)
- 1988: Falanster jako Leary (reż. Krzysztof Lang)
- 1994: Ja, Michał z Montaigne (reż. Grzegorz Warchoł)
- 1997: Czary Motyla jako robaczek świętojański (reż. Jerzy Krysiak)
- 1999: Bigda idzie! (reż. Andrzej Wajda)
- 2007: Stygmatyczka jako urzędnik (reż. Wojciech Nowak)

## Filmografia
- 1979: Wolne chwile jako Dymek (reż. Andrzej Barański)
- 1982: Wielki Szu (reż. Sylwester Chęciński)
- 1986: Na całość (reż. Franciszek Trzeciak)
- 1988: Kornblumenblau jako żołnierz radziecki (reż. Leszek Wosiewicz)
- 1993: Pora na czarownice jako kloszard (reż. Piotr Łazarkiewicz)
- 1994: Anioł śmierci (reż. Bob Misiorowski)
- 1996: Dzieci i ryby (reż. Jacek Bromski)
- 1997: Historie miłosne (reż. Jerzy Stuhr)
- 2001: Przedwiośnie jako poseł (reż. Filip Bajon)

### Seriale
- 1982: Popielec (odc. 9)
- 1987: Ballada o Januszku (reż. Henryk Bielski)
- 1987: Dom (reż. Jan Łomnicki)
- 1988: W labiryncie jako wykładowca w stołówce (reż. Paweł Karpiński)
- 1996: Ekstradycja 2 (reż. Wojciech Wójcik)
- 1999–2008: Klan jako Andrzej Kuczyński, ojciec Kingi (reż. różni)
- 2000: 13 posterunek 2 (reż. Maciej Ślesicki)
- 2001: Marszałek Piłsudski jako członek delegacji Poznania (reż. Andrzej Trzos-Rastawiecki)
- 2002: Przedwiośnie jako poseł (reż. F. Bajon)
- 2002: Wiedźmin jako karczmarz (reż. Marek Brodzki)
- 2003: Samo życie jako sąsiad Anny Szpunar (reż. W. Nowak)
- 2003: Daleko od noszy jako Zygmunt Półpielec (reż. Maciej Kraszewski)
- 2003: Kasia i Tomek jako krawiec (reż. Jurek Bogajewicz)
- 2003: Psie serce jako weterynarz (reż. Michał „Ozi” Ozierow)
- 2004: Czego się boją faceci, czyli seks w mniejszym mieście jako Konrad von Schnitzel (reż. Maciej Żak)
- 2004: Dziki jako aukcjoner (reż. G. Warchoł)
- 2004: Na dobre i na złe jako pacjent (reż. Teresa Kotlarczyk)
- 2004–2008: Pierwsza miłość jako ojciec Jakuba Miłosza Szafrańskiego, narkomana z ośrodka odwykowego, podopiecznego Jakuba Szwajewskiego
- 2005: Samo życie jako pacjent oddziału zakaźnego szpitala, w którym m.in. pracowali doktor Leszek Retman i doktor Olga Frączak (reż. J. Krysiak)
- 2005: Defekt jako policjant (reż. Maciej Dutkiewicz)
- 2005: Egzamin z życia jako policjant dyżurny (reż. T. Kotlarczyk)
- 2005: Plebania jako mężczyzna w „Angelice” (reż. Iwona Siekierzyńska)
- 2005: Na dobre i na złe jako gość weselny (reż. Krzysztof Rogala)
- 2005: Kryminalni jako księgowy supermarketu (reż. Piotr Wereśniak)
- 2006: Fałszerze – powrót Sfory jako strażnik więzienny (reż. W. Wójcik)
- 2006: Oficerowie jako strażnik (reż. Maciej Dejczer)
- 2006: Pensjonat pod Różą jako Kajtek, operator „Idealnej pary” (reż. Maciej Wojtyszko)
- 2006: Rodzina zastępcza jako radny (reż. W. Nowak)
- 2007: Faceci do wzięcia jako Zygmunt (reż. Adek Drabiński)
- 2007: Ja wam pokażę! jako pracodawca (reż. Denis Delić)
- 2007: Niania jako urzędnik stanu cywilnego (reż. J. Bogajewicz)
- 2007: Odwróceni jako dyrektor więzienia (reż. Jarosław Sypniewski)
- 2008: Plebania jako Hubert / Robert (reż. Wojciech Solarz, Jerzy Sztwiertnia)
- 2008: Czas honoru jako konspirator (odc. 2 i 3)
- 2009: Siostry jako komendant (odc. 3, 5 i 12)
- 2009: Londyńczycy 2 jako pacjent Anderson (odc. 7)
- 2010: Klub szalonych dziewic jako ginekolog w Łomży
- 2010: Chichot losu jako były arbiter (odc. 1)
- 2011: Układ warszawski jako barman Czesio (odc. 6)
- 2013: Prawo Agaty jako prokurator Michał Wardęga (odc. 32)
- 2013: Przyjaciółki jako kelner (odc. 26)
- 2016:  Ojciec Mateusz (odc. 197)
- 2019:  Ojciec Mateusz jako Ksawery  Makart (odc. 269 – Figiel)
- 2019: Treadstone jako Oleg Popov (S01E01)
- 2021: Kasta jako Trabiak (odc. pt. „Turnus”)

### Etiudy i filmy krótkometrażowe
- 2005: Pogromczynie mitów jako restaurator (reż. Michał Slezion)
- 2006: Galerianki jako Zbyszek (reż. Katarzyna Rosłaniec)
- 2008: Wszystko jako ojciec (reż. Artur Wyrzykowski)

## Życie prywatne
Żonaty z Leokadią – architektką, ma trójkę dzieci: Ewę, Aldonę i Mateusza Banasiuka; brat Kazimierza.